# Plaza O'Leary
La Plaza O'Leary es un espacio público de Caracas, Venezuela. Está ubicado en el casco central de esa ciudad, en la Reurbanización El Silencio de la Parroquia Catedral del Municipio Libertador; específicamente entre las avenidas Bolívar, Sucre y San Martín, punto conocido como la «Y». Su nombre se debe al irlandés Daniel O'Leary, quien luchó en el ejército independentista venezolano junto a Simón Bolívar, Antonio José de Sucre y José Antonio Páez.

## Historia

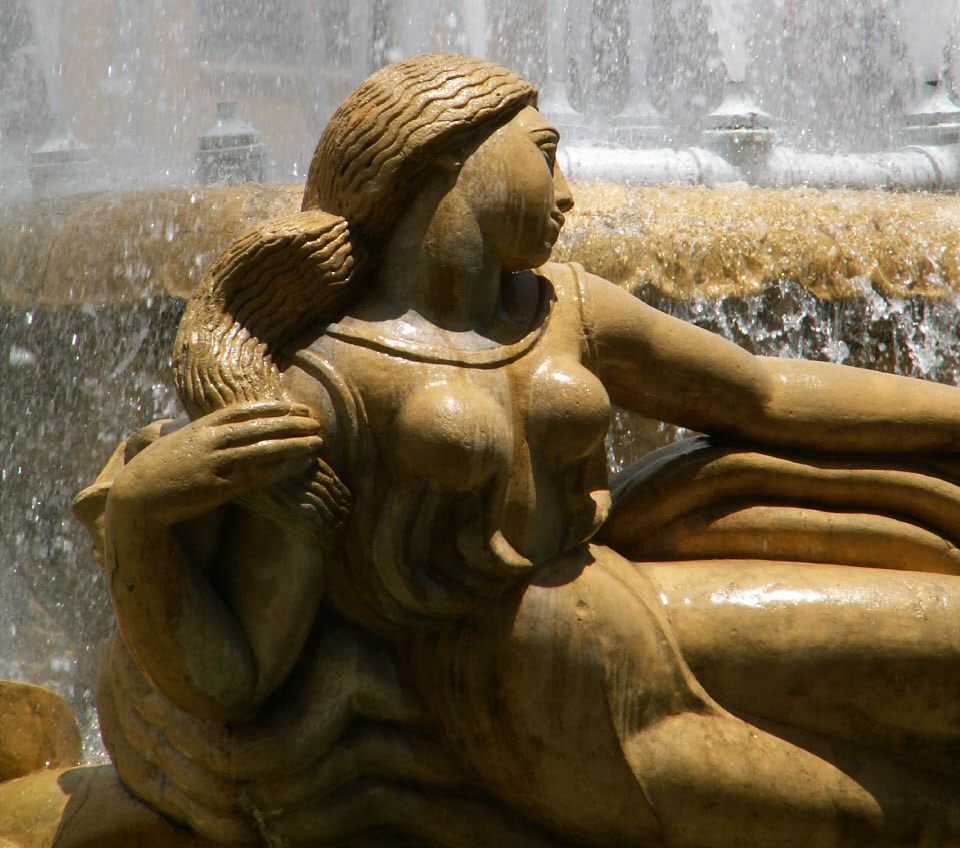
Parte de Las Toninas de Francisco Narváez.

La construcción de la plaza fue ordenada por el presidente de la República Isaías Medina Angarita, al arquitecto Carlos Raúl Villanueva, como parte del proyecto de la Reurbanización El Silencio. Villanueva buscó la colaboración de Francisco Narváez para las esculturas de la plaza, el cual se encargó de las esculturas identificativas de las dos fuentes de la plaza, conocidas como «Las Toninas». En 1945, es inaugurada bajo el nombre de Plaza General Rafael Urdaneta, sin embargo, en 1952 se erigió la Plaza Urdaneta en su honor, por lo que se designó a la plaza de El Silencio como Plaza O'Leary.
En 1987, producto de la construcción de la Línea 2 del Metro de Caracas, la plaza fue dividida en dos, pero en la década de los noventa las críticas hicieron que se devolviera el trazado original de la plaza. En 2006, la Alcaldía de Libertador emprendió obras de remodelación y restauración de las obras y jardines del área. A mediados de 2008, se planteó la posibilidad de conectar por medio de un boulevard la Plaza O'Leary con el Parque Los Caobos, pasando por la actual avenida Bolívar, que pasaría a ser subterránea.